# Estació de Can Tunis
Can Tunis és una estació ferroviària de mercaderies d'adif, construïda per l'antiga RENFE, situada al districte de Sants-Montjuïc entre la Ronda Litoral (Barcelona) i el carrer dels Motors (l'Hospitalet de Llobregat). L'estació es troba a l'antic ramal de la línia Barcelona-Vilanova-Valls construït l'any 1881 paral·lel a la carretera del Morrot per on accedia a l'estació de Sant Beltran, terminal de la línia a les Hortes de Sant Beltran vora les Drassanes de Barcelona. Posteriorment l'any 1887 amb la unificació de la línia amb la línia de Vilafranca, els trens de viatgers van deixar de passar per la carretera del Morrot, per passar per l'actual traçat per Bellvitge.
Actualment l'estació té una doble funció, per una banda la d'estació de mercaderies del Port de Barcelona, i per l'altra de Centre Tractament Tècnic de Can Tunis dels trens de la línia d'alta velocitat Madrid-Barcelona. Des de les obres de la LAV ja no es pot accedir a l'estació per la línia de Vilanova. Per una banda es va construir el ramal de mercaderies de Can Tunis amb via mixta que enllaça amb la línia Castellbisbal / el Papiol - Mollet i la línia Barcelona-Martorell-Vilafranca-Tarragona al nus del Papiol. I per l'altra, una bifurcació, anomenada bifurcació de Can Tunis, a la LAV en direcció Sants.